# آلفی استوکس
آلفی استوکس (انگلیسی: Alfie Stokes; ۳ اکتبر ۱۹۳۲ – ۳۰ مارس ۲۰۰۲) بازیکن فوتبال اهل بریتانیا بود.
از باشگاه‌هایی که در آن بازی کرده‌است می‌توان به باشگاه فوتبال واتفورد، باشگاه فوتبال تاتنهام هاتسپر، و باشگاه فوتبال فولام اشاره کرد.